# طارق حسين
طارق حسين (23 أبريل 1976 - ) هو لاعب كريكت باكستاني.